# Sonnenfinsternis vom 11. August 1999
Am 11. August 1999 fand eine totale Sonnenfinsternis über Mitteleuropa statt. Sie gehörte zum Saroszyklus 145 und wurde erstmals etwas östlich der nordamerikanischen Ostküste als partielle Sonnenfinsternis sichtbar.
Die Geschwindigkeit des Kernschattens des Mondes sank von anfangs über 50 000 Kilometer pro Stunde schnell auf immer noch mehr als 4 000 Kilometer pro Stunde, während der Schatten den Atlantik überquerte. An der Westspitze Englands – bei Land’s End – bewegte er sich mit etwa 3 000 Kilometer pro Stunde. Der knapp hundert Kilometer breite Totalitätstreifen zog danach quer über Europa, wobei um 11:04 UT in Rumänien mit 2 Minuten und 23 Sekunden die längste Dauer der Totalität erreicht wurde. Östlich von Indien im Golf von Bengalen endete die Sonnenfinsternis bei Sonnenuntergang.
Die Sonnenfinsternis erfreute sich bereits Wochen im Voraus einer großen Popularität und Medienresonanz. Dabei konnte die Nachfrage nach den früh ausverkauften Sonnenfinsternis-Schutzbrillen vom Handel bis zuletzt nicht gedeckt werden.

## Beobachtbarkeit

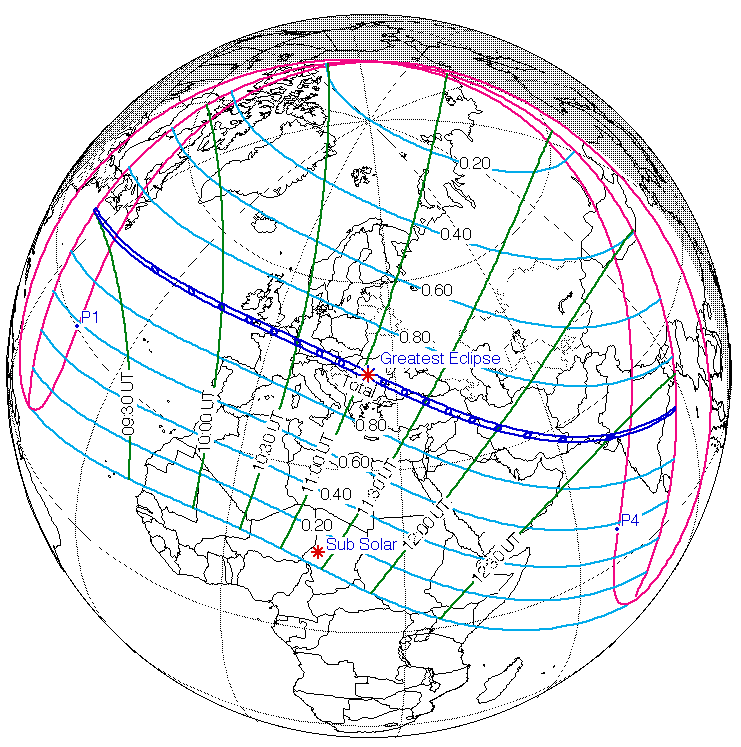
Datenblatt der NASA, mit osteuropäischen Grenzen vor 1990

Im deutschsprachigen Raum bewegte sich der Kernschatten um die Mittagszeit in südöstlicher Richtung, ungefähr entlang des Verlaufs der Bundesautobahn 8, über die Großstädte Saarbrücken, Kaiserslautern, Karlsruhe, Pforzheim, Heilbronn, Stuttgart, Reutlingen, Ulm, Augsburg, Ingolstadt, München, Salzburg und, am äußersten nördlichen und südlichen Rand der Totalitätszone, Linz und Graz. In weiten Teilen dieses Gebietes bestand zur jeweiligen Totalitätszeit relativ dichte Bewölkung, sodass dort eine Beobachtung der eigentlichen Verdeckung für viele schwer möglich bis unmöglich war. In Oberösterreich, wo die Mitte der Totalitätszone über den Attersee verlief, waren die Sichtbedingungen relativ gut.
Jeweils hundert Personen konnten diese Sonnenfinsternis an Bord dreier Concorde-Flugzeuge erleben. Die Flugzeuge folgten dabei dem Verlauf des Kernschattens, so dass sich die Totalität für die Passagiere auf etwa 15 Minuten verlängerte, bevor der Kernschatten die mit maximal 2 200 Kilometer pro Stunde fliegenden Maschinen überholt hatte.

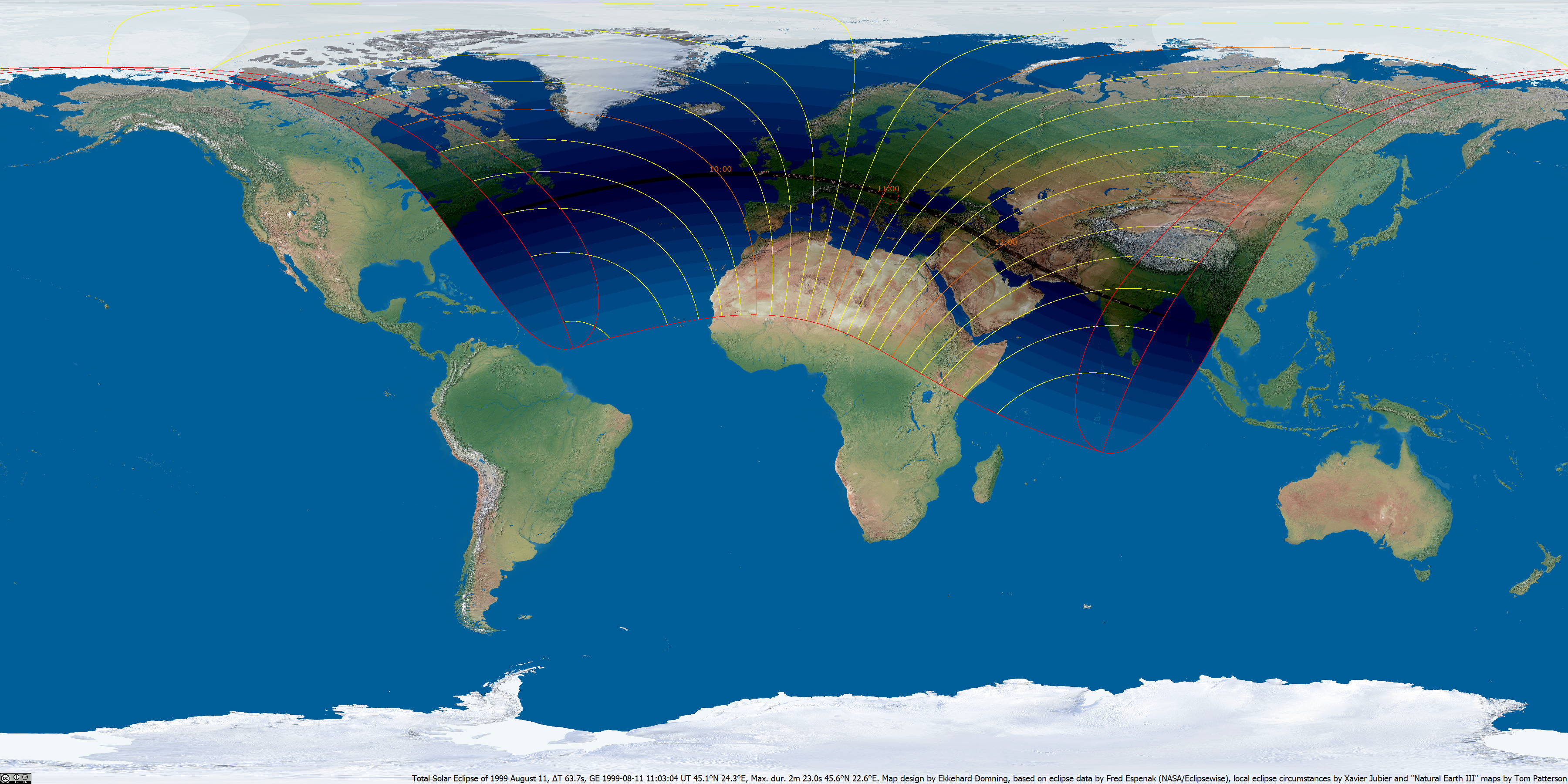
Weltkarte der Sonnenfinsternis vom 11. August 1999

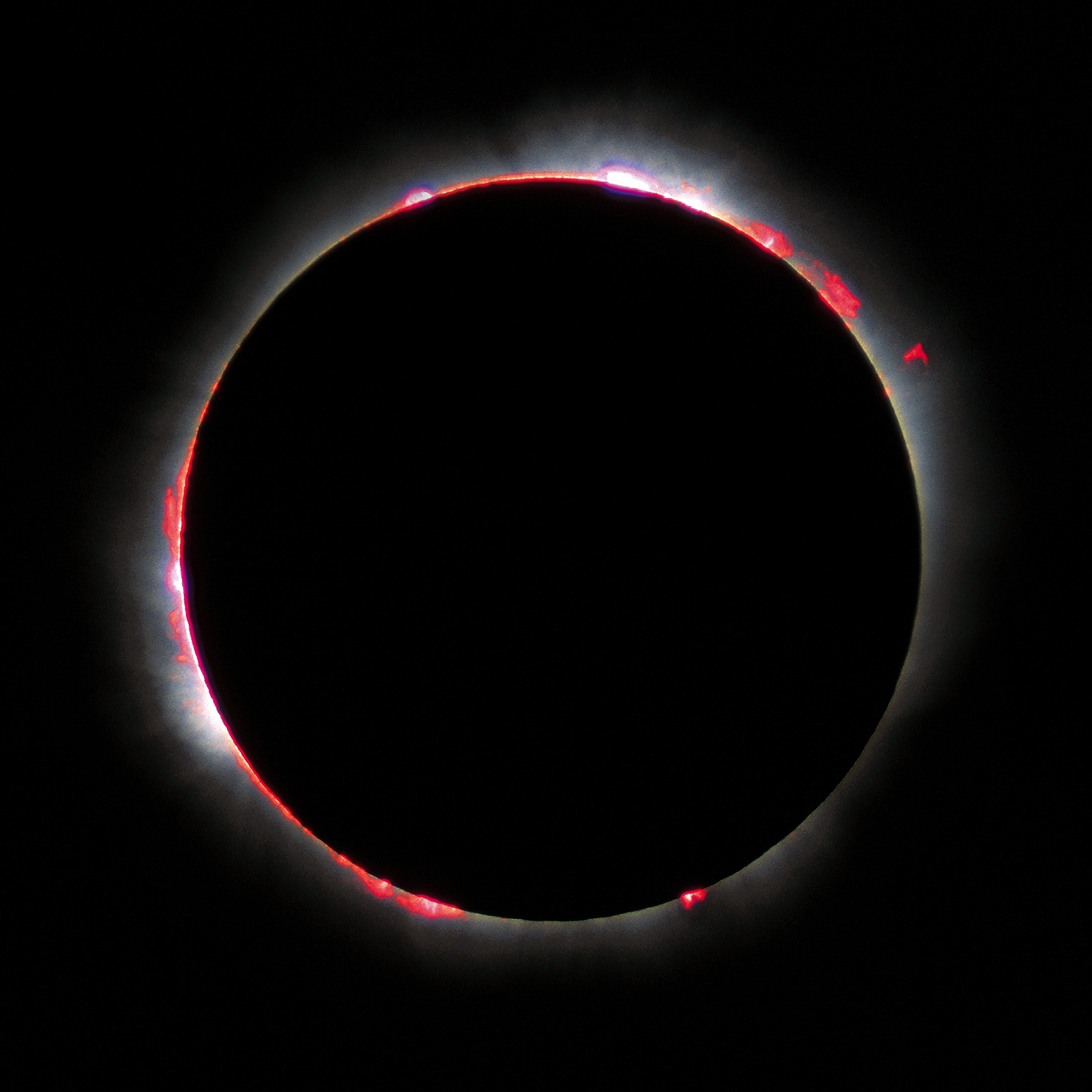
Totalitätsphase
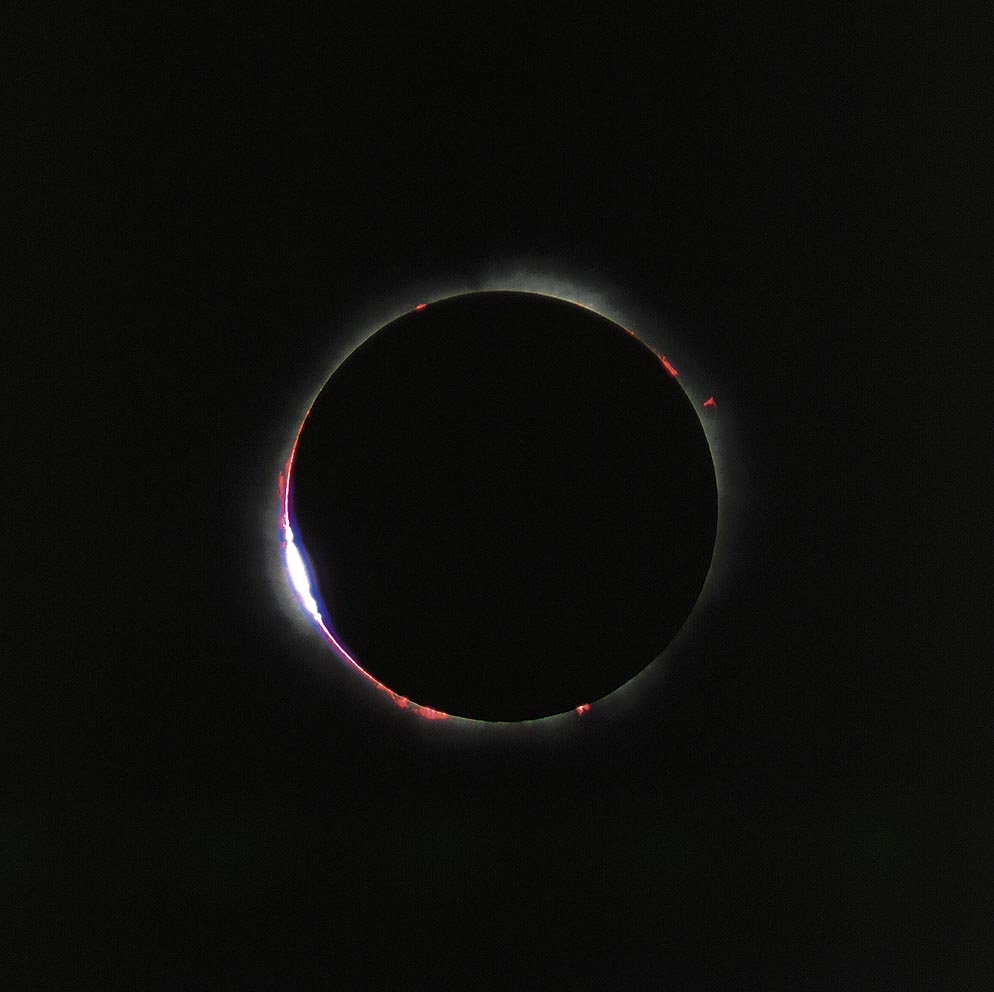
Diamantring-Phänomen
- Filmaufnahme aus Gmunden (Oberösterreich)

## Ereignisse um die Sonnenfinsternis
Auf den Autobahnen in Deutschland kam es zu Staus mit mehreren hundert Kilometern Länge. Züge waren überfüllt und an mehreren Bahnhöfen mussten Fahrgäste abgewiesen werden.

## Folgende Sonnenfinsternisse
Die Sonnenfinsternis vom 11. August 1999 war die letzte zentrale Finsternis des 20. Jahrhunderts. Im Jahr 2000 ereigneten sich jedoch vier partielle Sonnenfinsternisse: am 5. Februar, am 1. Juli, am 31. Juli sowie am 25. Dezember. Die nächste totale Finsternis fand am 21. Juni 2001 statt, diese war hauptsächlich im Südatlantik und im südlichen Afrika zu beobachten und von Europa aus unbeobachtbar.
Die nächste totale Sonnenfinsternis, bei der der Kernschatten über Deutschland, Österreich und die Schweiz hinwegzieht, wird am 3. September 2081 stattfinden.

## Rezeption
- Das Lied Sleeping Sun der Symphonic-Metal-Band Nightwish widmet sich dieser Sonnenfinsternis.
- Die Einstürzenden Neubauten veröffentlichten anlässlich der Sonnenfinsternis die EP Total Eclipse of the Sun.
- Bertold Hummel komponierte an diesem Tag den Mittelsatz der Elegie für Violine (Viola) und Klavier oder Streicher op. 103b.
- Die britische Komponistin Susanne Oswell (1955) komponierte aus diesem Anlass das Werk „Sonnenfinsternis“ für Klavier und Orchester.
- Dominik Grafs Filmessay München – Geheimnisse einer Stadt schließt mit Aufnahmen der Finsternis.[4]
- Im Juli (Film), 2000
- Heimat 3 – Chronik einer Zeitenwende (Filmreihe), 2004